# Laestrygon
Laestrygon és una característica d'albedo a la superfície de Mart, localitzada amb el sistema de coordenades planetocèntriques a 0 ° latitud N i 160 ° longitud E. El nom va ser aprovat per la UAI l'any 1958 i fa referència alslestrígons, poble de gegants antropòfags.